# Ligne de Maisons-Laffitte à Champ-de-Courses
La ligne de Maisons-Laffitte à Champ-de-Courses est une ancienne ligne de chemin de fer secondaire à voie normale d'une longueur de 5,5 km, située en Seine-et-Oise, dans l'actuel département français des Yvelines. Ouverte en 1898 par la Compagnie des chemins de fer de l'Ouest, elle forme un embranchement de la ligne de Paris-Saint-Lazare au Havre, réservé au seul trafic des voyageurs. Elle permet, depuis la gare de Maisons-Laffitte située sur cette dernière, de desservir l'hippodrome de Maisons-Laffitte les jours de rencontres hippiques. Fermée en 1939 en raison du déclin progressif du trafic, elle constitue la ligne 966 000 du réseau ferré national.

## Histoire

### Chronologie
- 1882 : aménagement d'un quai en gare de Maisons-Laffitte pour l'accueil des trains spéciaux de turfistes
- 16 mars 1898 : ouverture de la ligne de Maisons-Laffitte à Champ-de-Courses, à voie unique
- 26 juin 1913 : mise à double voie
- été 1939 : fermeture de la ligne
- 30 novembre 1941 : déclassement de la ligne

### Desserte de l'hippodrome de Maisons-Laffitte
À la fin du XIXe siècle, le champ de courses de Maisons-Laffitte, ouvert en 1878, reste d'accès peu commode depuis la gare de la ville. En 1882, un quai spécifique est réalisé dans cette gare par la Compagnie des chemins de fer de l'Ouest pour recevoir les trains spéciaux mis en marche durant la saison hippique. En 1894, elle fait reconstruire, avec adjonction de tabliers métalliques, les ponts en maçonnerie de la ligne de Paris-Saint-Lazare au Havre, entre La Garenne-Bezons (renommé depuis La Garenne-Colombes) et Achères, afin de dégager le gabarit nécessaire pour pouvoir faire circuler sur cet axe les voitures à impériale fermée, facilitant le service des courses.
Compte tenu de l'importance du nombre de turfistes lors des rencontres, provoquant un encombrement de la gare de Maisons-Laffitte et un risque pour la sécurité d'une ligne aussi chargée que celle du Havre, la Compagnie de l'Ouest et la Société sportive d'encouragement envisagent alors la création d'un embranchement desservant directement l'hippodrome. Une ligne est concédée le 22 mai 1897 à la Compagnie de l'Ouest, et déclarée d'utilité publique le 27 mai suivant La ligne, d'abord à une voie unique, est aussitôt mise en chantier et ouverte le 16 mars 1898 par la Compagnie de l'Ouest,. L'accroissement du trafic justifie la mise à double voie le 26 juin 1913. 
L'embranchement de l'hippodrome est desservi les jours de courses par une série de trains spéciaux directs originaires de Paris-Saint-Lazare. De 1904 à 1922, la Compagnie des chemins de fer du Nord assure conjointement la desserte par un service de Paris-Nord à Maisons-Laffitte transitant via le raccordement d'Épinay et la ligne de Grande Ceinture. Ce service, inauguré le 16 mars 1904 et initialement limité à un aller-retour, est porté à deux trains en 1906, avant de revenir rapidement à un, avec un temps de parcours de quarante-quatre minutes à l'aller, et de quarante-deux minutes au retour. En 1911, ces trains sont mis en marche les mardis et vendredis de chaque semaine, entre le 14 mars et le 10 novembre, et entraînent la suppression de plusieurs trains facultatifs de marchandises sur la Grande Ceinture.
Durant la Première Guerre mondiale, le champ de courses est laissé en jachère, et la gare est transformée en hôpital de campagne accueillant les blessés de guerre. L'hippodrome reprend vie le 5 mai 1919 avec la première rencontre hippique d'après-guerre en France. Elle est suivie par une quarantaine de réunions annuelles les années suivantes, dont un tiers de courses d'obstacles, amenant chaque année 420 000 voyageurs à l'hippodrome par voie ferrée depuis Paris durant les années 1920.

### Déclin et fermeture de la ligne
Mais le développement de l'automobile entraîne un déclin inexorable du nombre de voyageurs, rendant la ligne de moins en moins rentable. Sur dix-mille turfistes par rencontre en moyenne, ils ne sont plus que 1500 à emprunter le train en 1934, les jours de Grand prix entrainant encore la formation de douze rames. Les réunions ordinaires n'amènent plus que 600 turfistes à emprunter le chemin de fer en 1939, et seuls huit trains sont expédiés, au lieu d'une vingtaine quelques années auparavant, lors des Grands prix.
Cette antenne vouée exclusivement au transport de voyageurs ferme durant l'été 1939, vu l'érosion rapide du trafic. Par ailleurs, le plan de voies de la ligne de Paris au Havre à Maisons-Laffitte doit alors être modifié en raison des travaux de remaniement du triage d'Achères. Elle est déclassée le 30 novembre 1941 puis la voie est déposée en 1942, durant la Seconde Guerre mondiale. Plus de vingt kilomètres de rails sont probablement réquisitionnés pour soutenir l'effort de guerre allemand. Seuls trois-cents mètres de voies sont maintenues en l'état, pour approvisionner un camp allemand établi en bordure de la gare d'Achères, situé dans la parcelle 65 de la forêt de Saint-Germain-en-Laye. Devenus inutiles, les quais, les prises d'eau pour les locomotives à vapeur, ainsi que le pont tournant de quatorze mètres de la gare du champ-de-courses sont finalement démontés, pour laisser la place à l'actuel parc de stationnement automobile.
Des traces de la plate-forme sont encore visibles en forêt et des quais en béton du camp allemand, proches du champ de tir, également.

## Tracé
La ligne, longue de 5 466 mètres, se détache à l’extrémité ouest de la gare de Maisons-Laffitte, et longe les voies de la ligne de Paris-Saint-Lazare au Havre sur plusieurs centaines de mètres. Elle bifurque alors vers le nord et décrit une large boucle à travers la forêt de Saint-Germain-en-Laye autour du parc de Maisons-Laffitte, franchissant au passage plusieurs allées forestières. Elle s'achève à l'entrée de l'hippodrome, établi sur la rive gauche de la Seine, par un faisceau de dix voies desservies par cinq quais voyageurs.

## Exploitation
Lors de chaque rencontre hippique, pas moins de dix-mille voyageurs font le déplacement à Maisons-Laffitte, entrainant la formation de dix trains spéciaux, effectuant le trajet direct en une vingtaine de minutes depuis la gare de Paris-Saint-Lazare. Les jours de Grand prix, comme celui du Président de la République, vingt-deux mille turfistes nécessitent l'expédition de vingt-deux trains. La traction des rames est assurée par le parc de locomotives de banlieue du dépôt des Batignolles, les 120 T 1/150, les 030 T 3000 et 35000, les 230 T 3700, les 131 T 3800 puis par des 141 T de divers lots État. Durant quarante-et-un ans, de 1898 à 1939, pas moins de dix millions de voyageurs auront emprunté la ligne.